# Eureko
Eureko B.V. war eine der größten niederländischen Versicherungsgruppen mit Sitz in Zeist. Die Gruppe bestand aus zwölf Unternehmen aus dem Versicherungs- und Rückversicherungssektor.
Hauptaktionär war die Centraal Beheer Achmea, ein niederländisches Versicherungsunternehmen, das der Struktur nach einem deutschen Versicherungsverein auf Gegenseitigkeit entspricht. Ein anderer Großaktionär war die niederländische Rabobank, seit diese ihre Versicherungstochter 2005 in die Gruppe einbrachte und im Gegenzug zu deren Großaktionär (Anteil zum 1. Januar 2009 rund 32 %) wurde.
Die Gruppe erwirtschaftete 2007 einen Umsatz in Höhe von 14,8 Milliarden €, mit einem Mitarbeiterstamm von 24.035 Personen (Quelle: Jahresbericht 2007).
In den letzten Jahren war die Gruppe stark nach Ost- und Südosteuropa expandiert. Bedeutendste Erwerbung war ein großer Anteil am polnischen Marktführer Powszechny Zakład Ubezpieczeń, der mit Abstand größten Versicherungsgruppe Zentral- und Osteuropas. Im Dezember 2008 erwarb sie zudem den russischen Versicherer Oranta.
2011 wurde das Unternehmen mit Achmea N.V. fusioniert, wodurch Achmea B.V. entstand.